# 伯德劳纳
伯德劳纳（Padrauna），是印度北方邦拘尸那揭羅縣的一个城镇。总人口44357（2001年）。

## 人口
该地2001年总人口44357人，其中男性23271人，女性21086人；0—6岁人口7048人，其中男3677人，女3371人；识字率62.03%，其中男性为69.42%，女性为53.87%。